# Blind Harry
Blind Harry (ca. 1440 – ca. 1492), ook bekend als Henry the Minstrel, was een Schotse dichter of bard, die bekendheid geniet vanwege zijn gedicht Wallace, (The Actes and Deidis of the Illustre and Vallyeant Campioun Schir William Wallace, ca.1477). Hierin worden voorvallen beschreven uit het leven van William Wallace, de Schotse vrijheidsstrijder. 

De Amerikaanse scenarioschrijver Randall Wallace gebruikte onder andere dit werk als bron voor zijn script voor de film Braveheart (1995).
Over het leven van Blind Harry is weinig met zekerheid bekend. Hij was waarschijnlijk een rondtrekkend minstreel die zijn werk voordroeg in de huizen van de Schotse edelen. Hij was blind, zoals al blijkt uit zijn bijnaam, maar niet vanaf zijn geboorte. Over zijn afkomst en geboorteplaats zijn geen gegevens bekend. Zijn gedicht werd opgeschreven door John Ramsay in 1448, mogelijk gedicteerd door Blind Harry. Het manuscript bevindt zich in de Schotse nationale bibliotheek.
- Bibliothèque nationale de France: cb14602179s (data)
- Gemeinsame Normdatei: 100965563
- International Standard Name Identifier: 0000 0000 8152 9264
- Library of Congress Control Number: n50069196
- Nationale bibliotheek van Australië: 35187911
- Nederlandse Thesaurus van Auteursnamen: 071121196
- LIBRIS: 190192
- SNAC: w6m074d3
- Virtual International Authority File: 72639421
- WorldCat: E39PBJrCb9bMjp4HPgfXQGfKBP